# Giacca gialla di Freddie Mercury
La giacca gialla indossata da Freddie Mercury nel 1986 durante il Magic Tour  rappresenta uno dei capi di abbigliamento legati alla musica rock maggiormente ricordati, oltre che una delle principali immagini nella memoria collettiva legate al cantante.
La giacca di stampo tipicamente militare, realizzata in pelle, e di colore giallo fu realizzata da Diana Moseley, costumista di fiducia dei Queen. La Moseley aveva conosciuto Freddie Mercury nell'aprile del 1985, quando lei aveva fornito i costumi da utilizzare nel video musicale di I Was Born to Love You. La costumista, che aveva già indirettamente lavorato con la band per i  costumi di Radio Ga Ga, collaborerà anche per The Great Pretender ed I'm Going Slightly Mad, ma il suo lavoro più celebre rimane la famosa giacca gialla.
Questa, quasi sempre abbinata ad un paio di pantaloni bianchi, con finiture oro e rosse, ed un paio di scarpe sportive Adidas bianche con le tre strisce nere, fu indossata da Freddie Mercury durante il Magic Tour, che girò l'Europa nel 1986, e nel video musicale di The Miracle del 1989. Nel video di The Miracle, la giacca è indossata sia da Mercury che dall'attore scozzese Ross McCall, all'epoca tredicenne, che interpreta una versione "da bambino" del cantante.
In seguito la giacca è diventata uno degli elementi più ricordati della figura di Freddie Mercury, spesso riprodotta nelle rappresentazioni postume del cantante. Così è infatti nella celebre statua del cantante realizzata da Irena Sedlecká nel 1996, ed esposta a Montreux in Svizzera. Allo stesso modo è ritratto Freddie Mercury, nell'action figure prodotta dalla NECA. Lo stesso look è immortalato dalla statua in cera di Mercury esposta presso il museo Madame Tussauds di Amsterdam.
Nel 2008 la cantante Katy Perry si è fatta fotografare, in occasione del suo ventiquattresimo compleanno festeggiato presso il Malibu Rum a Los Angeles, vestita da Freddie Mercury, con indosso la celebre giacca gialla.
La giacca è divenuta l'emblema dell'iniziativa del The Mercury Phoenix Trust del 2011 chiamata Freddie for a day, in occasione dell'anniversario della scomparsa del cantante, con lo scopo di raccogliere fondi a favore delle vittime di AIDS.